# حمد علي علي الشرشني
حمد علي علي الشرشني هو مخرج ومنتج قطري.

## نشأته ودراسته
نشاء في الدوحة من أسرة فنية تهتم بمجال السينما والتلفيزيون له شقيقان في المجال المخرج حافظ علي علي والمخرج مهدي علي علي. بدا مشواره الفني من خلال المشاركة في المسرحيات القطرية والخليجية في مجال التمثيل وإدارة الإنتاج بالإضافة إلى عضويته في مجالس إلإدارة في العديد من الفرق المسرحية القطرية.
نال شهادة الفنون الجميلة في الأنتاج السينمائي والتلفزيوني من جامعة تشابمن في أميركا. عمل بوزارة الثقافة والفنون والتراث في الدوحة وساهم في العديد من المشاريع كمهرجان “مهرجان الخيال السينمائي”. ومهرجان السينمائي الأول لمجلس التعاون لدول الخليج العربي كانائب رئيس لجنة العروض والتكريم بالإضافة إلى منتج إداري وفني لفليم من أنتاج وزارة الثقافة عمل حمد علي علي الشرشني أيضاً كمصمم صوت في فيلم “عودة المها، 2007” والذي فاز بجائزة أفضل فيلم وثائقي وأفضل إخراج في مهرجان الراديو والتلفزيون العربي بتونس.
أنتج حمدعلي علي الشرشني مع المخرج حافظ علي علي 
الفيلم القصير “سائق الأجرة” الذي تم عرضه في أماكن ومهرجانات عديدة في العالم مثل مهرجان مونتريال الدولي السينمائي ومهرجان لوس انجلوس السينمائي؛ بالإضافة إلى فيلم “عبق الظلال” الذي فاز بميدالية فضية بمهرجان الراديو والتلفزيون الخليجي. يعمل حالياً كمنتج أول في قناة الجزيرة للأطفال للعديد من مشاريع الأفلام والبرامج التلفزيونية.

## تجاربه المهنية
بدأ مشوارا الفني منذو عام 1985 ولغاية 1989 في المسرح المدراسي بدايتا من مسرحية هارون الرشيد من إخراج طارق فكري بالإضافة إلى العديد من المسرحيات من أخراج عادل صقر وجمال منصور مدير مسرح الطليعة في القاهرة وشارك في بطولة العديد من مسرحيات مسرح العرائس ومسرح الاندية الشبابية مع المخرج محمد كشك.
أنضم في سنة 1989 إلى فرقة الشعبية للتمثيل " فرقة مسرح الشعي". شارك مع الفرقة في العديد من المسرحيات الأطفال وفي المهرجانات المحلية " يوم المسرح العالمي "و مهرجانات الخليجية والعربية "مسرح القاهرة التجربي.
منذو عام 1990 شارك في دورة الدوحة المسرحي في محاضرات مجال التأليف للناقد الأستاذ/ حسن حسين. رحمة الله. وفي مجال الديكور للأستاذ الفنان فرج دهام وفي مجال الإخراج في مسرحية «الام» مع الأستاذ المخرج محمد البلم.
شارك في عددت مسرحيات «مسرحية دوحة تشريف - مسرحية مفلح في المريخ ومسرحية وحش الليل» مع الفنان غانم السليطي والفنان عبد العزيز جاسم.
شارك في مسرحية عرب 2000. بطولة الفنانة هدى حسين وسحر حسين وطارق العلي والمطرب غانم شاهين. تأليف الشاعر عبد الرحيم الصديقي والإعلامي تيسير عبد الله.
بالإضافة إلى مشاركته في عددة مسرحيات الأطفال«الاخطبوط وعروس البحر» وبرامج التلفزيونية مع الفنانة هدى حسين.
شارك في العديد من البرامج والمسلسلات التلفزيونية مع المخرجين أبراهيم الصباغ والمخرج عبد المجيد الرشيدي والمخرج القطري علي الحمادي.
شارك في فوازير وشاهير لتلفزيون قطر مع الفنان داود حسين وانتصار الشراح
شارك حمد الشرشني في الأمسية «كلنا للكويت» في الدوحة في مسرحية «سوفه نبقى واقفين» مع الفنانة سعاد العبد الله وناصر محمد وإبراهيم مفتاح واخراج جاسم الأنصاري.
شارك حمد علي الشرشني مع فرقة المسرح قطر الاهلية في مسرحية موال الفرح والحزن مع الماع نخبة المسرح القطري من تأليف حمد الرميحي واخراج المخرجه الفرنسية آن تورست.
شارك في مسرحيات مع جامعة قطر «مسرحية البرج» مع الفنان أحمد مفتاح في المملكة العربية السعودية في مهرجان الجامعات الخليجية ومسرحية آباء وأبناء مع الفنان علي المالكي في الكويت. الذي حصل عل جائزة أفضل ممثل. وفي عام 1997 في جمهورية اليمن «مسرحية البرج» مع الفنان علي الشرشني. المسرحية من إخراج حمد عبد الرضا
في عام 1995 تم ضم الفرق المسرحية الاربعة في قطر «فرقة مسرح السد - فرقة مسرح الأضواء وفرقة المسرح القطري - فرقة المسرح الشعبي» إلى فرقتين «فرقة مسرح الدوحة وفرقة قطر المسرحية» اختير حمد علي علي الشرشني لعضوية مجلس إدارة فرقة قطر المسرحية كامراقب للعلاقات العامة لغاية 1998. شارك مع الفرقة في العديد من المسرحيات الأطفال والمهرجانات المحلية والخليجية والعربية.
1999 سافر في بعثة دراسية إلى الولايات المتحدة الإمريكية بولاية كاليفورنيا للحصول على شهادة الفنون الجميلة في مجال الإنتاج التلفزيوني والسينمائي.
في حين عودة إلى الدوحة في فترة الإجازات الدراسية شارك في مهرجان الدوحة للأغنية. الأول في 2000 كمنسق الفنانين ولغاية 2005 نال شهادة الفنون الجميلة في الأنتاج السينمائي والتلفزيوني من جامعة تشابمن في كاليفورنيا - أميركا.

## نشاطات ومساهمات
- مهرجان الدوحة للأغنية. منسق الفنانين 2000 - 2005
- مهرجان الدوحة عاصمة الثقافة العربية. عضو لجنة العروض السنمائية 2010
- مهرجان السينمائي الأول لمجلس التعاون لدول الخليج العربي. نائب رئيس لجنة العروض والتكريم
- بالأضافة إلى مشاركته في العديد من المهرجانات المسرحية

## إصداراته

### الأفلام السينمائية
- سائق الأجرة.Super 16mm, منتج. مصصم صوت. 2005
- أتصال عالي 16mm مصصم صوت. 2004
- لا مستقبل لك 16mmمصصم صوت.2003
- عزيزتي أنا في المنزل 16mm منتج.2003
- روجينا. 16mm. مساعد مخرج 2003
- لك وحدك 16mm منتج 2002
- الموعد DV مخرج 2001
- المصعد DV مخرج 2001

### المسلسلات والبرمج التلفزيونية
- حلم شهريار. ممثل. 1992
- فوازير المشاهير. ممثل 1992 مع الفنان. داود حسين - والفنانة انتصار الشراح
- تناتيف. ممثل 1993
- البرنامج الأسبوعي دوحة الأصدقاء. ممثل 1994 مع الفنانة هدى حسين.
- وش صار وش كان. ممثل 1995.
- عيني يا بحر. ممثل 1996.
- بيت المغتني. ممثل 1997
- رحلة عزوز. ممثل 1996
- فايز التوش 2000. ممثل 1999
- بالأضافة إلى العديد من المسلسلات والبرامج التلفزيونية والإذاعية

### الأعمال المسرحية
- مسرحية الأطفال الأحدب. منتج 1996
- مسرحية الأطفال الذيب وليلى ممثل - منتج. 1994
- مسرحية الأطفال الكوكب المقلوب. ممثل - منتج 1993
- مسرحية الأطفال الكابتن ماجد. مدير إنتاج 1993
- مسرحية الأقنعة. مدير إنتاج. 1993
- مسرحية مرتجلة ألما. مدير إنتاج 1993
- مسرحية مفلح في المريخ. ممثل 1992
- بالأضافة إلى مسرحيات أخرى محلية على مستوى التربية المسرحية والأندية الشبابية منذو سنة 1985

### أنتاج العديد من الأفلام والبرامج مع قناة الجزيرة للأطفال
- ليلة القرنقعوه 2007
- ابتهالات 2007
- فليم القرنقعوه. 2008
- قرنقعوه ما خلف الكواليس 2008
- الراوي 2010 - 2011
- برنامج 5/5 . 2010 - 2011
- بالأضافة إلى العديد من البرامج والأفلام الوثائقية